# Hračka

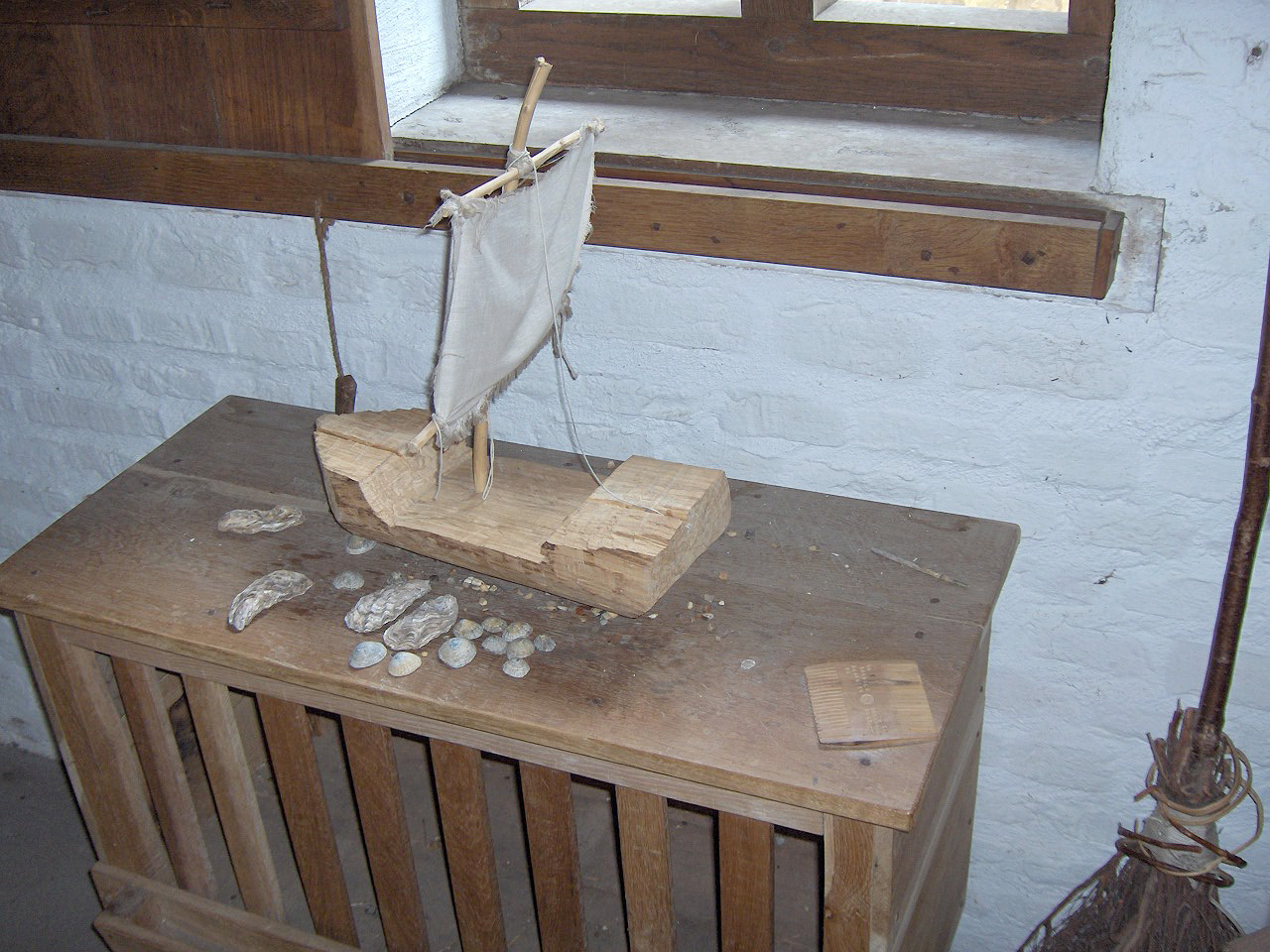
Model středověké hračky – dřevěné loďky nalezené ve vykopávkách v Belgii (stáří: 1465). Mušle ústřic byly dírkované a každá byla zavěšena na krátkém provázku, když bylo za provázek zatáhnuto, mušle se začala točit a vydávat bzučivý zvuk

Hračka je předmět používaný ke hře dětí, ale občas i dospělých. Slouží k upoutání pozornosti dítěte, jeho zabavení, ale také k rozvíjení jeho motorických a psychických schopností.

## Historie a současnost

### Do 19. století
Hračky existují již po tisíce let. Panenky, zvířátka, vojáčci a miniatury nástrojů dospělých jsou nacházeny v archeologických vykopávkách od nepaměti.[kdy?] Inkové měli hračku na kolech i přesto, že jejich kultura dospělých kolo nepoužívala. Až do devatenáctého století patřilo k základní surovině pro výrobu hraček dřevo. Postupem času přibývaly hračky z kovu, porcelánu apod. S vynálezem moderních syntetických materiálů po druhé světové válce, se objevují panenky a další hračky z umělých hmot.

### Moderní éra
Za zlatou éru hračkářského průmyslu je označován přelom 19. a 20. století. Dívky dostávaly dárky, jako jsou různé typy panenek, kuchyněk nebo pokojíčků a dalších hraček, které je měly připravit na budoucí úlohu hospodyní a matek. Pro chlapce se vyráběly hračky zaměřené technickým nebo vojenským směrem, např. vojáčci, vozíky, autíčka nebo konstrukční stavebnice.

### České hračky
K historicky nejznámějším českým hračkám patří:
- stavebnice Merkur, vyráběná od roku 1925
- tahací kačer (získal hlavní cenu na Světové výstavě v roce 1958)
- plastové hračky vytvořené Libuší Niklovou (vyráběné od šedesátých let, v letech 2000–2010 byla výroba přerušena)
- oranžová sklápěcí Tatra 148 od PF Chuchelná
- Igráček (vyráběný od roku 1977 a pak opětovně od roku 2010)
- chodící panenky od Hamira Příbram
- kočárky od Liberty Mělník
- plastové modely vozu Škoda 1203 v různých provedeních, vyráběné od roku 1971
- Dostihy a sázky, vyráběné od roku 1983
- stavebnice Cheva, vyráběná od roku 1991
- kovová autíčka Škoda od Abrex

V ČR je v současnosti (2018) registrováno přibližně 280 výrobců hraček, z nichž největší jsou Detoa Albrechtice, Moravská ústředna Brno, Mikro Trading, Dino Toys, Merkur Toys, Abrex a Lena hračky. Přibližně 120 firem produkuje dřevěné hračky, 50 textilní a plyšové, 40 plastové a přibližně 20 společností vyrábí technické a kovové hračky. Dále se v České republice kompletují zahraniční hračky nadnárodních firem Lego, Simba, Ravensburger a Playmobil. Všichni čeští výrobci zaměstnávají dohromady přibližně 3600 zaměstnanců.
Česká republika je největším evropským vývozcem hraček. V roce 2017 vyrobily české společnosti zboží v celkové hodnotě 3,05 miliardy korun, z nichž šly na vývoz hračky za 2,04 miliardy. Objem výroby i exportu každoročně kontinuálně stoupá, přičemž rok 2017 byl nejúspěšnějším od roku 2008. Kolem 70 % vývozu směřovalo do zemí Evropské unie, zejména do Německa, Nizozemska, Francie a na Slovensko; z ostatních zemí pak do Japonska, Spojených států, Izraele a Ruska.

## Dělení a psychologie hraček

### Základní hračky

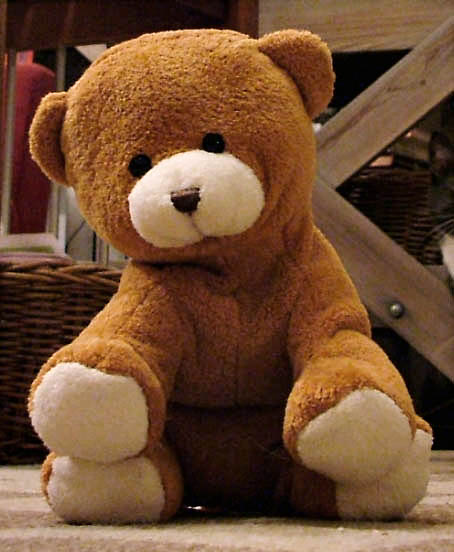
Plyšový medvídek

Z hlediska rozvoje dítěte jsou nejlepší hračky tvárné, stačí i pouhá hmota: písek, papír, plastelína, těsto, moderní formy tvarovacích hmot různého složení. Následují jednoduché kostky, potom stavebnice s různými druhy „zámků“, které udrží složený tvar. Nejznámější a velmi oblíbená je stavebnice Lego, která je variabilní a flexibilní v rámci několika velikostí (podle věkových kategorií). Především u těchto základních hraček platí, že pokud je dítěti věnována péče s předvedením různých možností tvorby, dokáže se dítě brzy účelně zabavit samo a aplikuje své poznatky v dalších podobných činnostech.

### Módní hračky
Moderní elektronické hračky, zvířátka a figurky jsou především poplatné vlně reklam a pokud nemají širší možnost hry (převlékání panenky, více programů např. Furby), dítě brzy omrzí nebo vyžaduje módnější záležitost. Jsou finančně nákladné a jejich vlastnictví má pro dítě především společensko-psychologický efekt.

### Požadavky na hračku
Požadavky na hračku lze definovat z různých hledisek:
- hledisko výtvarné – estetická působivost (proporce, barevnost, uplatnění nových materiálů)
- hledisko hygienické – sleduje chemický účinek barev při styku s kůží a sliznicí úst, oblé tvary (vlastnosti použitého materiálu, možnost čištění)
- hledisko pedagogické – účelnost hračky z pohledu výchovy (stavebnice, variabilní hračky)
- hledisko ekonomické – zda je konkurenceschopná
- hledisko bezpečnosti – zda je bezpečná